# Herb Kenii
Herb Kenii – jeden z symboli Kenii, przyjęty w 1963 roku. 
Przedstawia dwa żółte lwy trzymające czerwone masajskie włócznie i tarczę podzieloną dwoma poprzecznymi pasami na trzy pola: czarne, czerwone i zielone, na środowym polu biały kogut trzymający topór w jednej nodze. 
Tarcza oraz lwy stoją na zarysie góry Kenia i umieszczonym na nim motto: Harambee. Pod tarczą uprawiane w tym kraju płody rolne: kawa, pyretrum, kukurydza, ananas i bawełna. U dołu brązowa wstęga z białym napisem „HARAMBEE”.